# Hebenstretia fastigiosa
Hebenstretia fastigiosa är en flenörtsväxtart som beskrevs av Jarosz. Hebenstretia fastigiosa ingår i släktet gatörter, och familjen flenörtsväxter. Inga underarter finns listade i Catalogue of Life.